# Старый Ёрм-остров
Старый Ёрм-остров — упразднённый в 1940 году населённый пункт на острове Ёрм озера Бабинская Имандра в Ёна-Бабинском сельсовете Кировского района Мурманской области России. Ныне территория муниципального округа «город Полярные Зори с подведомственной территорией».
Существовал в 1933—1940 гг. (по другим данным — 1939—1940) годах. Входил в Ёна-Бабинский сельсовет. 
В те же годы на самом крупном острове Имандры был известен населённый пункт Ёрм-остров, образованный в 1937 году.
Был доступен исключительно водным транспортом.